# Patovar
Patovar – u bakterii niższa od gatunku kategoria systematyczna obejmująca patogeny przystosowane do określonego gatunku żywiciela.